# Деряжина
Деряжина (бел. Дзяражына) — река в Белоруссии, правый приток Березины. Протекает в Докшицком районе Витебской области.
Длина реки — 17 км. Площадь водосбора 123 км². Средний наклон водной поверхности 0,6 %.
Река берёт начало у деревни Красники в 28 км к юго-востоку от Докшиц. Как и у большинства верхних притоков Березины исток Деряжины находится на глобальном водоразделе Чёрного и Балтийского морей, примерно в 5 км западнее берёт начало Вилия. Генеральное направление течения — восток, перед устьем поворачивает на северо-восток.
Протекает по Верхнеберезинской низине, преимущественно по лесной, заболоченной местности. Скорость течения у устья 0,2 м/с, ширина на всём протяжении не превышает 10 метров. Нижнее течение ненаселено, в верхнем на реке стоят деревни Красники и Углы.
Впадает в Березину выше села Броды в черте Березинского биосферного заповедника близ точки, где сходятся Докшицкий, Лепельский и Борисовский районы.